# Nicolet-Yamaska (circonscription provinciale)
Pour l’article homonyme, voir Nicolet-Yamaska.
Circonscription électorale provinciale du Canada
Nicolet-Yamaska est une ancienne circonscription électorale provinciale du Québec. Elle était située dans la région du Centre-du-Québec.

## Historique
En 1973, les circonscriptions de Nicolet et de Yamaska sont fusionnées temporairement sous le nom de Nicolet-Yamaska. Puis en 1980, la circonscription est rebaptisée tout simplement Nicolet, avant de redevenir en 1988 la circonscription de Nicolet-Yamaska.
Lors de la réforme, la majeure partie de la circonscription devient Nicolet-Bécancour. Toutefois, la partie de la ville de Drummondville qui était dans la circonscription rejoint Drummond–Bois-Francs. De plus, les municipalités de Saint-Gérard-Majella, Saint-David et de Saint-Marcel-de-Richelieu rejoignent la circonscription de Richelieu.

## Territoire et limites
La circonscription de Nicolet-Yamaska, lors de son abolition, était formée des municipalités suivantes :
| - Aston-Jonction - Baie-du-Febvre - Bécancour - Daveluyville - Partie de Drummondville - Grand-Saint-Esprit - La Visitation-de-Yamaska - Maddington - Nicolet - Réserve abénakise d'Odanak | - Pierreville - Saint-Bonaventure - Saint-Célestin (Village et Paroisse) - Saint-David - Sainte-Anne-du-Sault - Sainte-Brigitte-des-Saults - Sainte-Eulalie - Saint-Elphège - Sainte-Monique - Sainte-Perpétue | - Saint-François-du-Lac - Saint-Gérard-Majella - Saint-Guillaume - Saint-Léonard-d'Aston - Saint-Marcel-de-Richelieu - Saint-Pie-de-Guire - Saint-Sylvère - Saint-Wenceslas - Saint-Zéphirin-de-Courval | - Réserve abénakise de Wôlinak - Partie de Yamaska |

## Liste des députés
| Législature                                                        | Années    | Député | Député              | Parti               |
| ------------------------------------------------------------------ | --------- | ------ | ------------------- | ------------------- |
| Nicolet-Yamaska Précédée de Nicolet et Yamaska                     |           |        |                     |                     |
| 30e                                                                | 1973–1976 |        | Benjamin Faucher    | Libéral             |
| 31e                                                                | 1976–1981 |        | Serge Fontaine      | Union nationale     |
| Nicolet                                                            |           |        |                     |                     |
| 32e                                                                | 1981–1985 |        | Yves Beaumier       | Parti québécois     |
| 33e                                                                | 1985–1989 |        | Maurice Richard     | Libéral             |
| Nicolet-Yamaska                                                    |           |        |                     |                     |
| 34e                                                                | 1989–1994 |        | Maurice Richard     | Libéral             |
| 35e                                                                | 1994–1998 |        | Michel Morin        | Parti québécois     |
| 36e                                                                | 1998–2003 |        | Michel Morin        | Parti québécois     |
| 37e                                                                | 2003–2007 |        | Michel Morin        | Parti québécois     |
| 38e                                                                | 2007–2008 |        | Éric Dorion         | Action démocratique |
| 39e                                                                | 2008–2011 |        | Jean-Martin Aussant | Parti québécois     |
| 39e                                                                | 2011–2011 |        | Jean-Martin Aussant | Indépendant         |
| 39e                                                                | 2011–2012 |        | Jean-Martin Aussant | Option nationale    |
| Dissoute dans Drummond–Bois-Francs, Nicolet-Bécancour et Richelieu |           |        |                     |                     |

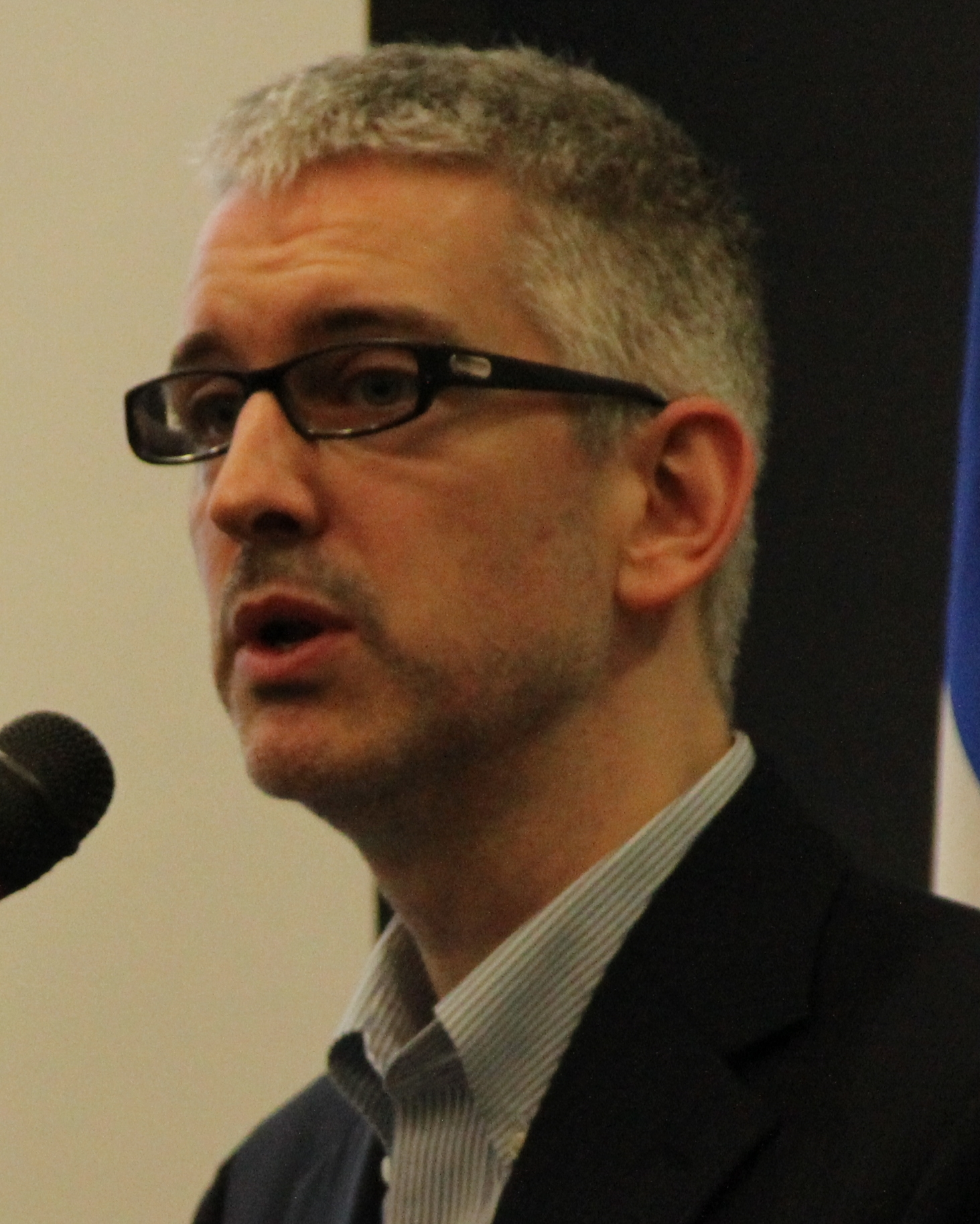
Jean-Martin Aussant, député de Nicolet-Yamaska de 2008 à 2012 et chef d'Option nationale de 2011 à 2013.

## Résultats électoraux

### Évolution pour les principaux partis
| |
| - Parti libéral - Union nationale (ancien) - Parti québécois - Crédit social (ancien) - Action démocratique - Québec solidaire |

### Résultats détaillés
|                                                                                               | Nom                   | Parti               | Nombre de voix | %      | Maj. |
| --------------------------------------------------------------------------------------------- | --------------------- | ------------------- | -------------- | ------ | ---- |
|                                                                                               | Jean-Martin Aussant   | Parti québécois     | 8 131          | 35,2 % | 175  |
|                                                                                               | Mario Landry          | Libéral             | 7 956          | 34,5 % | -    |
|                                                                                               | Éric Dorion (sortant) | Action démocratique | 6 044          | 26,2 % | -    |
|                                                                                               | Marianne Mathis       | Québec solidaire    | 940            | 4,1 %  | -    |
| Total                                                                                         | Total                 | Total               | 23 071         | 100 %  |      |
| Le taux de participation lors de l'élection était de 67,4 % et 438 bulletins ont été rejetés. |                       |                     |                |        |      |

| Élection générale québécoise de 2007 | Élection générale québécoise de 2007 | Élection générale québécoise de 2007 | Élection générale québécoise de 2007 | Élection générale québécoise de 2007 | Élection générale québécoise de 2003 | Élection générale québécoise de 2003 | Élection générale québécoise de 2003 | Élection générale québécoise de 2003 | Élection générale québécoise de 2003 |
| Candidat                             | Candidat                             | Parti                                | # de voix                            | % des voix                           | Candidat                             | Candidat                             | Parti                                | # de voix                            | % des voix                           |
| ------------------------------------ | ------------------------------------ | ------------------------------------ | ------------------------------------ | ------------------------------------ | ------------------------------------ | ------------------------------------ | ------------------------------------ | ------------------------------------ | ------------------------------------ |
|                                      | Éric Dorion                          | ADQ                                  | 10 839                               | 41.18 %                              |                                      | Michel Morin                         | Parti québécois                      | 10 783                               | 41.21 %                              |
|                                      | Donald Martel                        | Parti québécois                      | 7 455                                | 28.32 %                              |                                      | Jean Rousseau                        | Libéral                              | 8 927                                | 34.12 %                              |
|                                      | Yves Baril                           | Libéral                              | 6 770                                | 25.72 %                              |                                      | Lise Blanchette                      | ADQ                                  | 5 899                                | 22.54 %                              |
|                                      | Jean Proulx                          | Québec solidaire                     | 1 121                                | 4.26 %                               |                                      | Blak D. Blackburn                    | Bloc Pot                             | 417                                  | 1.59 %                               |
|                                      | Simonne Lizotte                      | Indépendante                         | 138                                  | 0.52 %                               |                                      | Simonne Lizotte                      | Indépendante                         | 141                                  | 0.54 %                               |
| Total                                | Total                                | Total                                | 26 323                               |                                      | Total                                | Total                                | Total                                | 26 167                               |                                      |
| Taux de participation                | Taux de participation                | Taux de participation                | Taux de participation                | 77.73 %                              | Taux de participation                | Taux de participation                | Taux de participation                | Taux de participation                | 77.82 %                              |